# Rector (Arkansas)
Rector es una ciudad ubicada en el condado de Clay en el estado estadounidense de Arkansas. En el Censo de 2020 tenía una población de 1862 habitantes y una densidad poblacional de 535,06 personas por km².

## Geografía
Rector se encuentra ubicada en las coordenadas 36°15′52″N 90°17′35″O / 36.26444, -90.29306. Según la Oficina del Censo de los Estados Unidos, Rector tiene una superficie total de 3.48 km², de la cual 3.48 km² corresponden a tierra firme y (0%) 0 km² es agua.

## Demografía
Según el censo de 2010, había 1977 personas residiendo en Rector. La densidad de población era de 567,53 hab./km². De los 1977 habitantes, Rector estaba compuesto por el 97.22% blancos, el 0.15% eran afroamericanos, el 0.3% eran amerindios, el 0.1% eran asiáticos, el 0% eran isleños del Pacífico, el 1.01% eran de otras razas y el 1.21% pertenecían a dos o más razas. Del total de la población el 2.18% eran hispanos o latinos de cualquier raza.